# 日本切腹中国介錯論
日本切腹、中国介錯論（にほんせっぷくちゅうごくかいしゃくろん）1935年、中国の社会思想家胡適が唱えた中国外交戦略論。加藤陽子によって広く紹介された。

## 背景～胡適の考え方
北京大学教授であった胡適は、当時次のように考えていた。
- 中国は、世界の二大強国となることが明らかになってきたアメリカとソ連、この2国の力を借りなければ救われない。日本があれだけ中国に対して思うままにふるまえるのは、アメリカの海軍増強と、ソ連の第二次五カ年計画がいまだ完成していないからである。海軍、陸軍ともに豊かな軍備を持っている日本の勢いを抑止できるのは、アメリカの海軍力とソ連の陸軍力しかない。このことを日本側はよく自覚しているので、この2国のそれぞれの軍備が完成しないうちに、日本は中国に決定的なダメージを与えるために戦争をしかけてくるだろう。つまり、日米戦争や日ソ戦争が始まるより前に日本は中国と戦争を始めるはずだ。

- これまで中国人は、アメリカやソ連が日本と中国の紛争、たとえば、満洲事変や華北分離工作など、こういったものに干渉してくれることを望んできた。けれどもアメリカもソ連も、自らが日本と敵対するのは損なので、土俵の外で中国が苦しむのを見ているだけだ。ならば、アメリカやソ連を不可避的に日本と中国との紛争に介入させるには、中国が日本との戦争をまずは正面から引き受けて、二、三年間、負け続けることだ。

1935年までの時点では、中国と日本は、実際には、大きな戦闘はしてこなかった。満洲事変、第一次上海事変、熱河作戦、これらの戦闘はどちらかといえば早く終結してしまう。とくに満洲事変では、蔣介石は張学良に対して、日本軍の挑発に乗るなといって兵を早く退かせている。しかし、胡適は、これからの中国は絶対に逃げてはダメだという。膨大な犠牲を出してでも中国は戦争を受けて立つべきだ、むしろ中国が先に戦争を起こすぐらいの覚悟をしなければいけない、と。

## 日本切腹、中国介錯論
胡適は次のように述べた。

## 的中した予言
日中戦争は1937年7月に始まった。その4年後、太平洋戦争（日英米戦争）は1941年12月に始まり、日ソ戦争は太平洋戦争の最終盤、1945年8月に始まった。
なお、当時国民政府の行政院長であった汪兆銘が胡適の論に反対して対日融和を唱えている。その理由は「そのように三、四年にわたる激しい戦争を日本とやっている間に、中国はソビエト化してしまう」というものであった。国共内戦で首都・南京が陥落したのは1949年4月、大陸全土が中国共産党の支配下に入ったのは1950年5月のことである。

## その後の胡適
胡適は1938年に駐米国大使となった。1941年12月8日、日本が真珠湾攻撃を行なったときにも駐米大使としてワシントンにいた。